# Jordan Roland
Jordan Jamal Roland (15 gennaio 1997) è un cestista statunitense.

## Palmarès
- ProA: 1

Rostock Seawolves: 2021-2022